# 宋會要
宋會要，宋代史學發達，特設有“會要所”，專職修撰會要。有宋一朝先後修纂十次，成書2200餘卷，包括：
- 《慶曆國朝會要》150卷
- 《元豐增修五朝會要》300卷
- 《政和續修會要》110卷
- 《乾道續四朝會要》200卷
- 《中興會要》200卷
- 《淳熙會要》368卷
- 《孝宗會要》200卷
- 《光宗會要》100卷
- 《甯宗會要》225卷
- 《十三朝會要》588卷

## 流傳
德祐二年（1276）二月，南宋亡，元军入临安，董文炳受命收图书典籍，“乃得宋史及诸注记五千余册，归之国史院”，后运往大都。明洪武初年，收復大都，“大将军收图籍，致之南京”。永乐十八年（1420）迁都北平，又将“文渊阁所贮书籍，自一部以至百部之多者，各取其一，置于燕都”。明初修《永乐大典》时，《宋会要》已有闕失。明萬曆年間，已不見此書下落，似毀於大火。
《宋會要》備載宋代典章制度，卷帙浩繁，但除了《十三朝會要》有李心傳《國朝會要總要》之外，原書皆久佚。清代嘉慶年間徐松根據《永樂大典》中收錄的宋代官修《宋會要》加以輯錄而成《宋會要輯稿》，全書近五百卷，分為〈帝系〉、〈后妃〉、〈樂〉、〈禮〉、〈輿服〉、〈儀制〉、〈瑞異〉、〈運歷〉、〈崇儒〉、〈職官〉、〈選舉〉、〈食貨〉、〈刑法〉、〈兵〉、〈方域〉、〈蕃夷〉、〈道釋〉等17門。